# JR東海373系電車
373系電車（373けいでんしゃ）は、1995年（平成7年）に登場した東海旅客鉄道（JR東海）の直流特急形電車である。

## 概要
身延線で運行されていた急行「富士川」には国鉄時代に製造された165系が充当されていたが、ほとんどの車輌が製造から30年以上経過しており、老朽化や内装の陳腐化が進んでいた。そこで、165系の老朽化のための取替えを主目的として、中長距離普通列車から特急列車まで、幅広い運用に応える汎用性の高い車両として開発された。
同様のコンセプトを持つ特急形車両としては、国鉄時代に開発され東日本旅客鉄道（JR東日本）に承継された185系電車があるが、同車が東海道本線普通列車への充当を念頭にグリーン車を併結した10両編成を基本編成としたのに対し、373系は当初より身延線や飯田線などローカル線での短編成運用への投入（急行列車の特急格上げ）を念頭に置いたため、普通車のみ1M2Tの3両編成を基本ユニットとし、必要に応じて編成単位で増結する方式をとった。また、ほかのJR東海の特急形車両（383系・キハ85系）と同様に眺望を意識して窓ガラスを大きくしたことから、これらと同じく『ワイドビュー』の愛称をもつ車両となった。
1995年（平成7年）8月から1996年（平成8年）1月にかけて3両編成×14本（42両）が製造され、1995年（平成7年）10月ダイヤ改正から運用を開始している。F1 - F12編成の36両（1 - 12）は日本車輌製造、F13・F14編成の6両（13・14）は日立製作所笠戸事業所で製造された。
1995年（平成7年）度グッドデザイン商品（現：グッドデザイン賞）に選定された。

## 構造

### 車体
耐腐食性、無塗装化、軽量化の観点から最大長21.3 mのステンレス鋼製軽量構体を主構造とし、先頭部分のみ普通鋼製として白塗装を施している。コーポレートカラーでもあるオレンジ色の細帯はテープを貼り付けている。前頭部は他形式との併結を行うなど汎用性を考慮して貫通構造としている。連結用幌は先頭部に埋め込んだフラットな構造とし、特急形車両のグレードを維持しつつ新鮮さを醸し出す工夫を施した。前部標識灯は上下合わせて4灯、後部標識灯は2灯を配する。
客用扉は両開き式で、車両端の2か所に設ける。この扉配置はJRグループの特急形車両では唯一のもので、出入台と客室を仕切るデッキ扉は省略され、車内保温対策として客用扉の開閉方式は半自動方式とされた。客用扉の隣接部にドア開閉用の押ボタンを設ける。なお、ドアカット機能は搭載していないので、増結した（6両・9両）編成だとホームをはみ出す駅には停車できない。これにより、飯田線の特急「伊那路」と身延線の特急「ふじかわ」は2編成以上の増結を行っていない。また、「ムーンライトながら」の定期運用時、下り列車は豊橋駅から各駅停車する際に三河塩津駅・尾頭橋駅を通過していた。

### 車内
座席は各車とも回転式リクライニングシートで、横2+2列で配置され、座席間隔は970 mmである。各座席にはインアームテーブル（肘掛け内蔵テーブル）・灰皿を装備したが、全車禁煙化に伴い灰皿は撤去された。
クモハ373形・サハ373形では、連結部寄りに4人掛け・固定テーブル付きのセミコンパートメント席を併設する。クハ372形には車椅子対応洋式トイレ、男性専用トイレ、洗面所が設けられている。テレホンカード式の公衆電話は2007年（平成19年）3月18日以降供用を中止し、順次撤去された。
客用扉へのドアチャイム追設を後年に実施している。

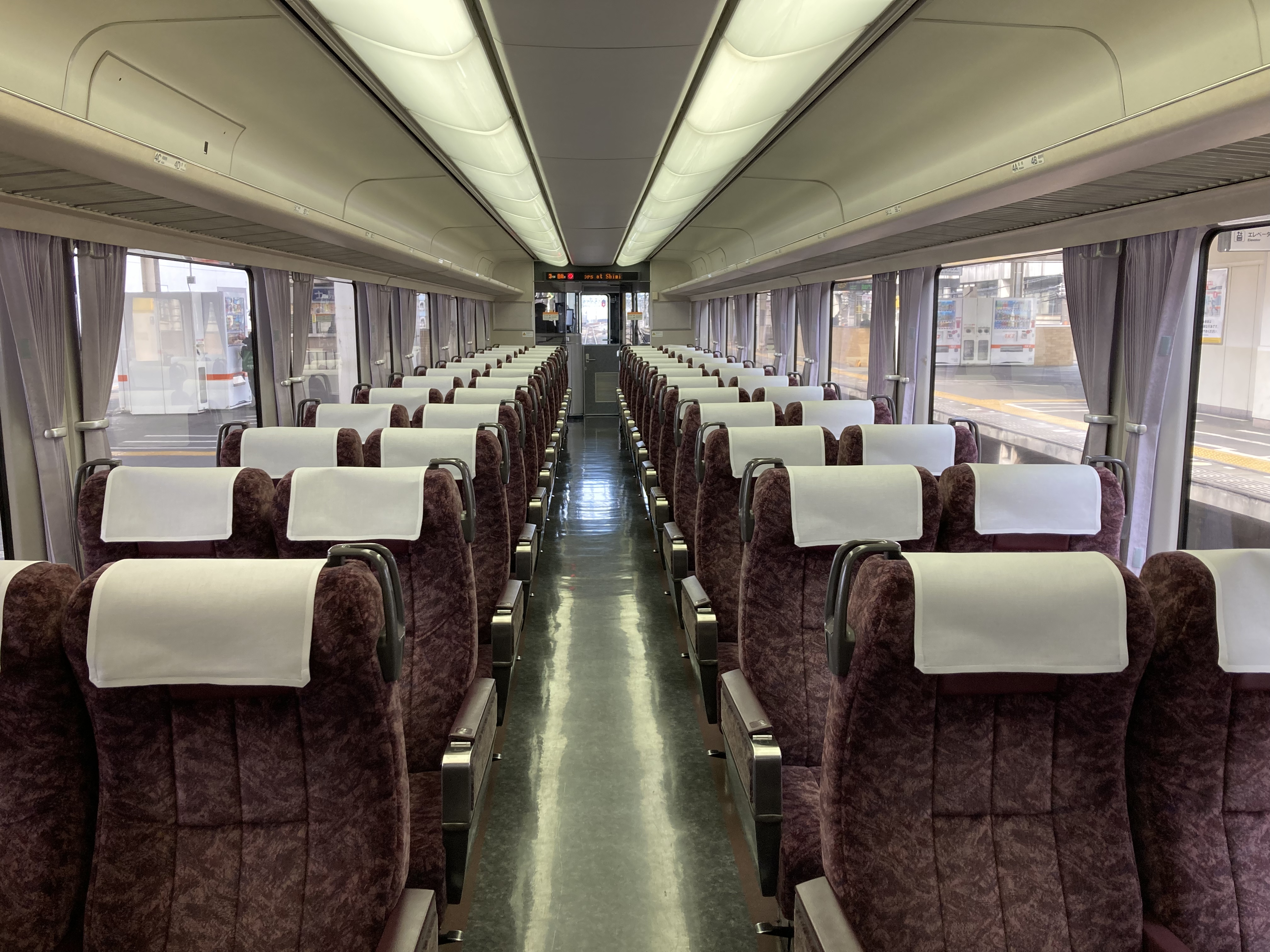
車内はデッキと客室間に扉がなく、座席のリネンは特急と一部の「ホームライナー」に限り装着される。
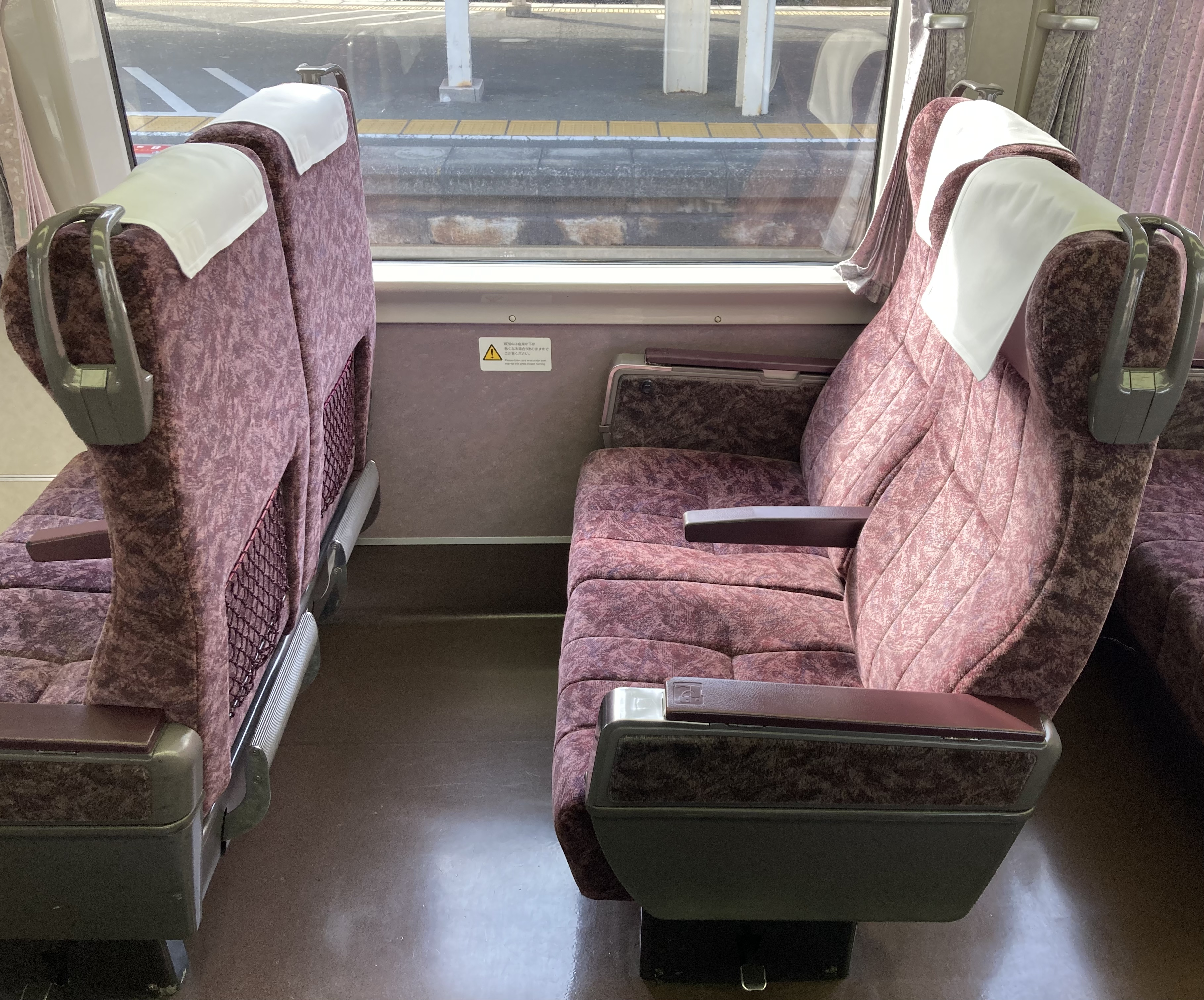
座席はフリーストップ式のリクライニングシートで、足元に跳ね上がり式フットレストが装備される。
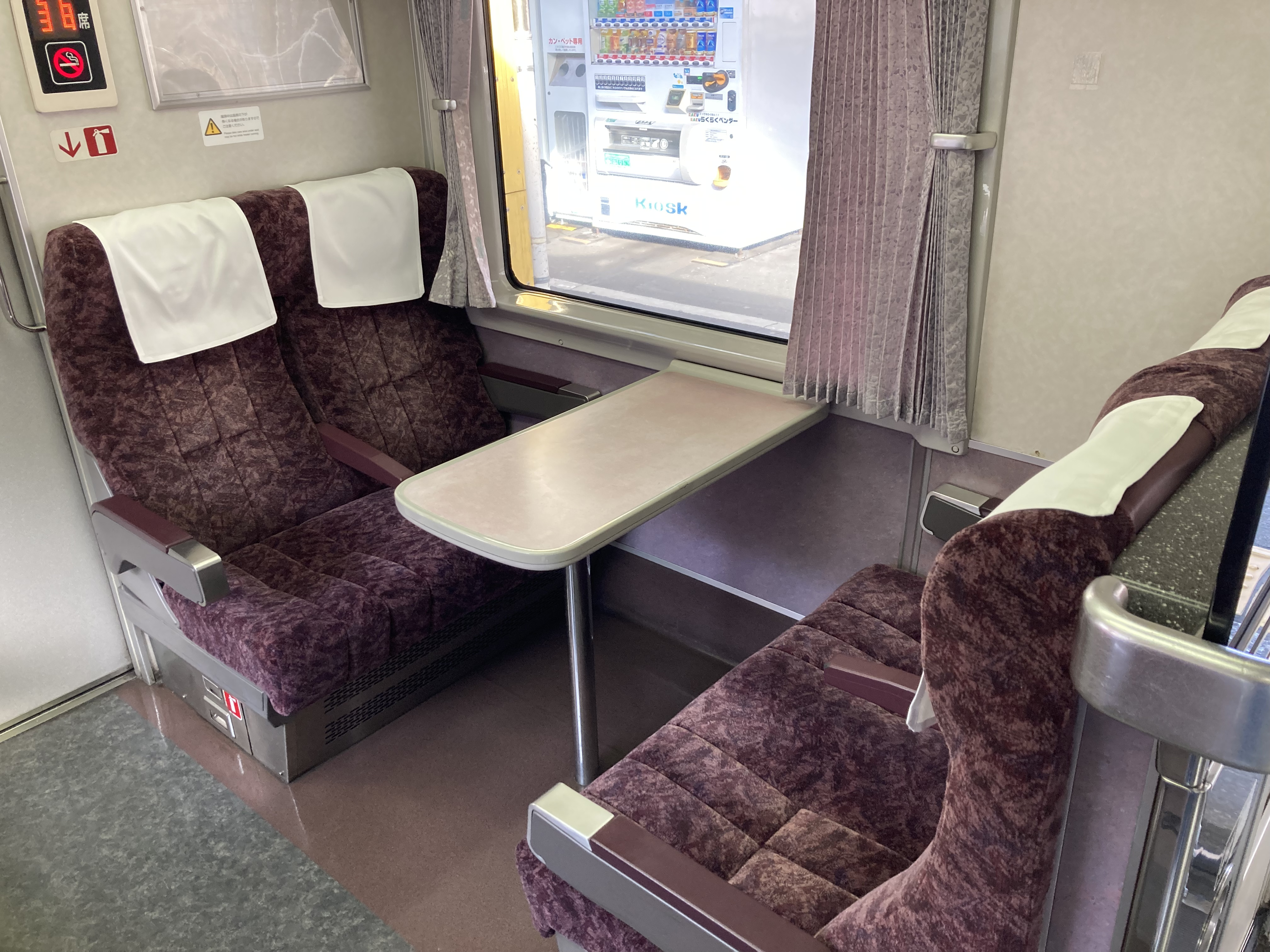
車端部のセミコンパートメント席
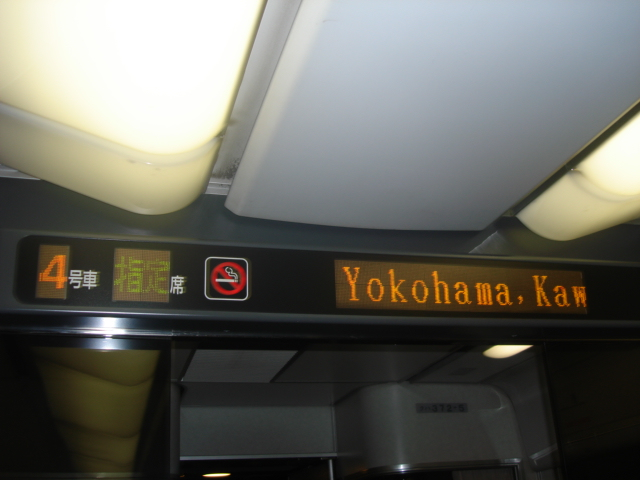
車内に設置されている案内表示器
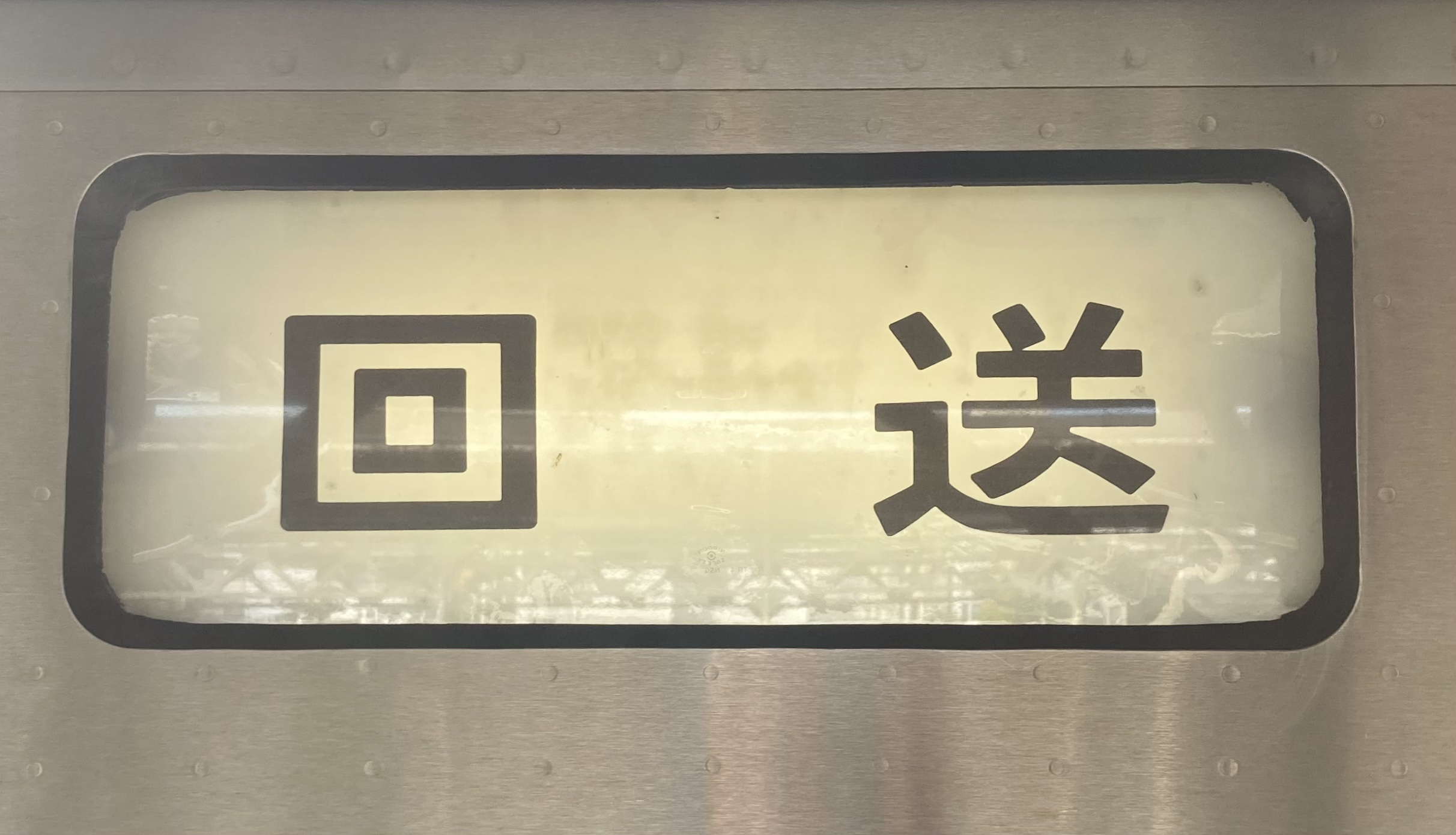
方向幕
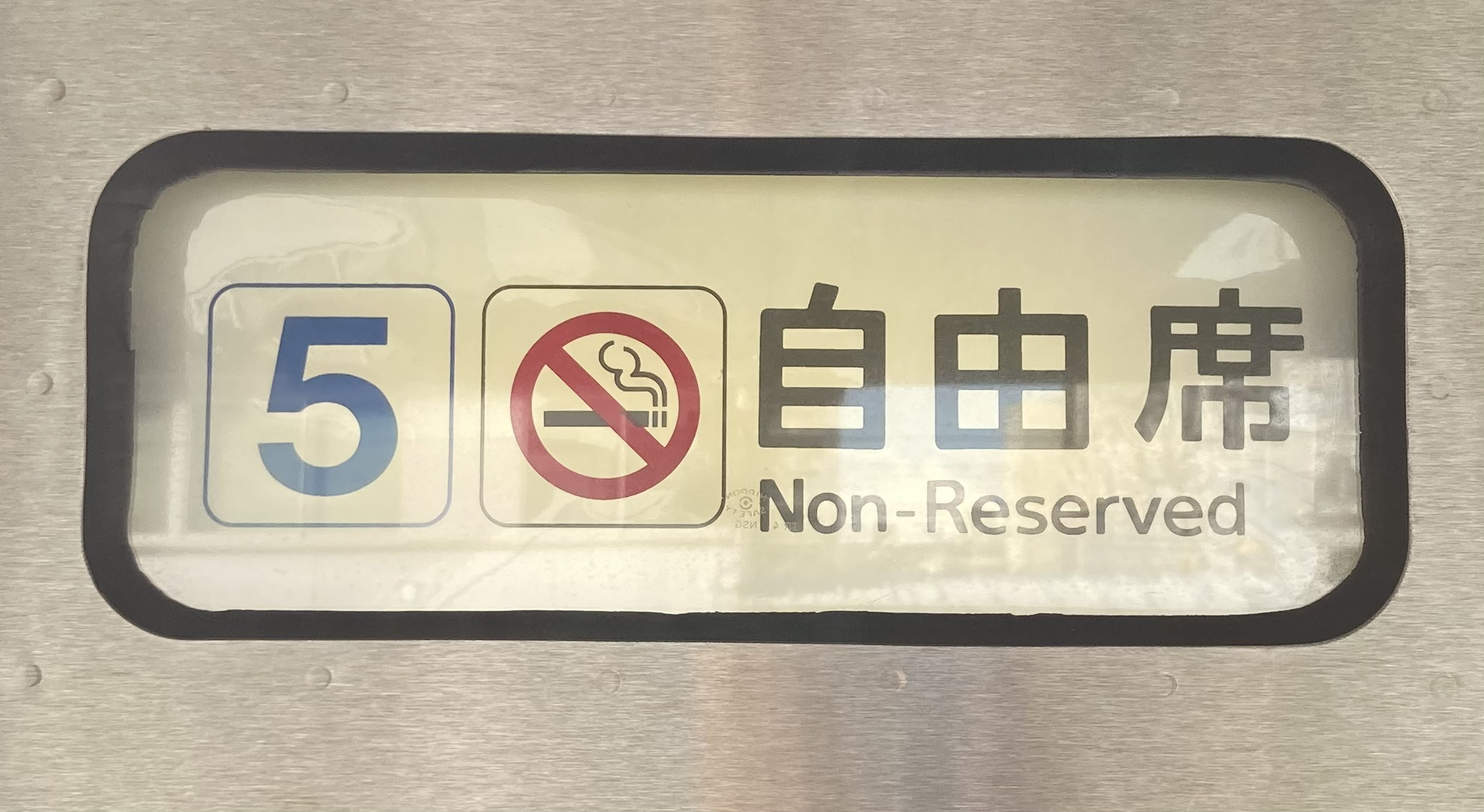
号車表示幕

### 機器類
制御電動車であるクモハ373形にVVVFインバータや集電装置、補助電源装置など主要機器を集中搭載し、制御車であるクハ372形には空気圧縮機を搭載する。

#### 電源・制御機器
主回路制御はVVVFインバータ制御方式を採用し、素子にGTOサイリスタを用いた C-SC35 を搭載する。383系で採用したVVVFインバータ装置に対してソフトウェア変更を行ったものであり、インバータ1基で1基の電動機を制御する、いわゆる1C1M構成のインバータを4基備える。JR東海の在来線電車では383系電車（量産先行車・1994年）に次ぐ採用例であるが、JR東海でのGTO素子の採用は本系列で終了し、本系列の次に製造された313系や700系以降の新幹線電車ではIGBT素子のVVVFインバータ制御が採用された。主電動機は自己通風式かご形三相誘導電動機 C-MT66 形（1時間定格出力185 kW）を搭載する。
補助電源装置は、135 kVAの容量を持つC-SC36形静止形インバータ（SIV・東洋電機製造製）を搭載する。
集電装置はシングルアーム式の C-PS27A形 で、関節部を車体端側に向けた配置でクモハ373形に1基搭載する。トンネル断面が極度に小さい身延線への入線ができるよう、最低作用高さを極力下げた仕様である。従来の狭小トンネル対応車両にみられた「低屋根構造」は、本系列では採用されない。
なおデビュー後しばらくの間はパンタグラフのホーン部分が1本のタイプであったが、313系登場後に部品共用のためホーンが2本のものへ全車両交換された。
運転台機器は383系を基本としており、前面計器盤に速度計・圧力計とモニタ装置を配している。マスコンはワンハンドル式である。

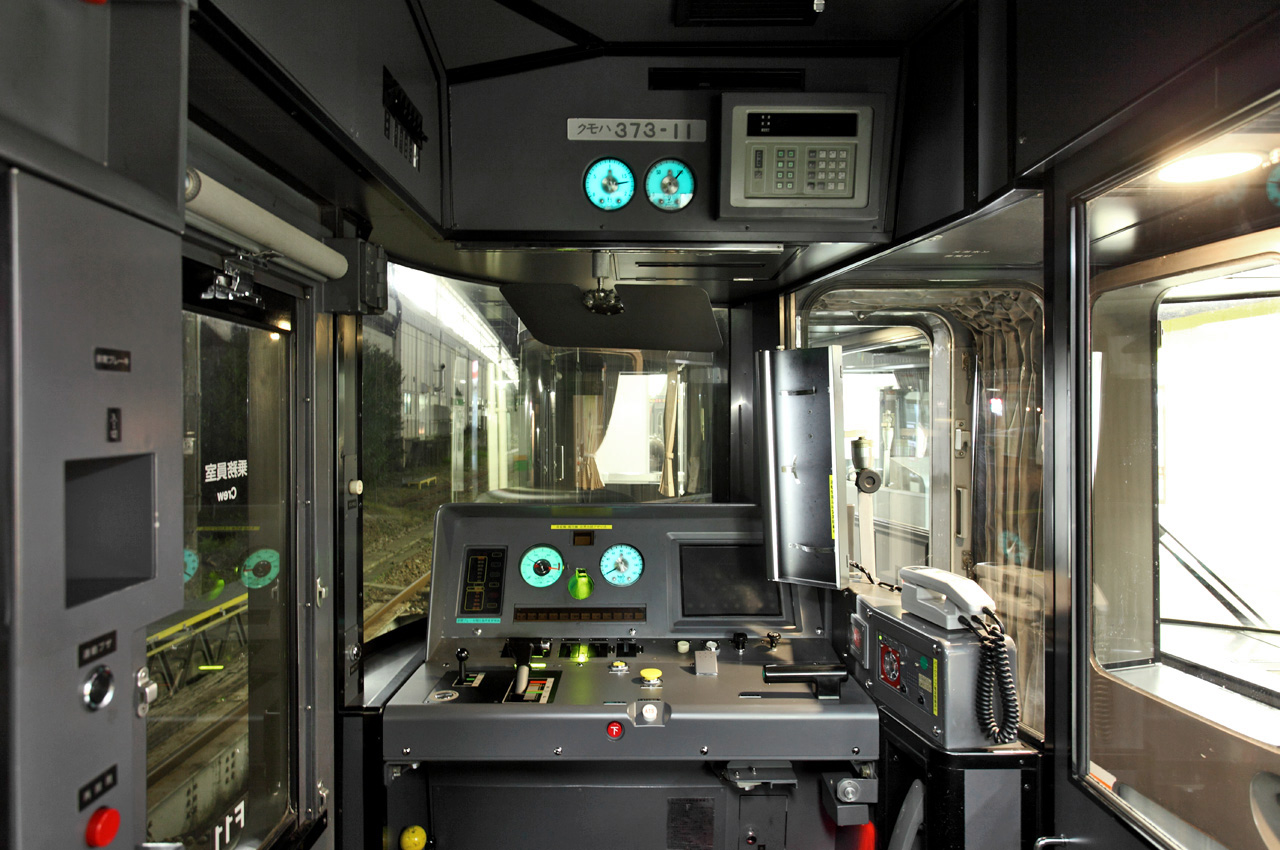
運転台 各部の照明は、メーター類がEL、時計置きがLED、スタフ差しが冷陰極管となっている。

- 運転台
各部の照明は、メーター類がEL、時計置きがLED、スタフ差しが冷陰極管となっている。

#### 台車・ブレーキ装置
台車は311系の仕様を基本に牽引装置を一本リンク式に変更した C-DT63（動力台車）・C-TR248（付随台車）である。円錐積層ゴムを用いた軸箱支持装置、ダイアフラム形空気ばねを直接装荷した枕ばねはDT50系と共通の仕様であり、本系列特有の装備として、蛇行動抑制のためのヨーダンパ、空転防止のための砂箱（動力台車のみ）を装備する。
ブレーキ装置は電気指令式で、回生ブレーキ・抑速ブレーキを装備するほか、列車本数の少ない区間で回生失効の発生を防ぐため発電ブレーキも併設する。基礎ブレーキ装置は踏面片押し式のほか、付随台車ではディスクブレーキを併設する。

#### 運転・保安装置
保安装置は ATS-ST を全編成に装備する。
1996年（平成8年）3月ダイヤ改正用に製造したF6編成以降は、JR東日本管内乗入れ運用のため当初から ATS-P を併設する。「ふじかわ」用として製造した初期のF1 - F5編成では準備工事のみなされていたが、同改正でF4・F5編成に追設された。F1 - F3編成は「ふじかわ」限定運用となったが、後年に追設工事を施工した結果、共通運用が可能となった。
2011年（平成23年）以降、JR東海管内での ATS-PT の使用開始および、2012年（平成24年）3月ダイヤ改正でのJR東日本区間への乗り入れ終了に伴い、ATS-P から ATS-PT への換装が完了した。
なお、2008年（平成20年）からJR東日本管内で在来線デジタル列車無線システムが東海道本線でも使用開始となり、本形式も機器設置が行なわれたが一部編成には搭載されなかったため、東京駅乗り入れの最晩年においては再び編成によって運用が分離していた。

## 形式

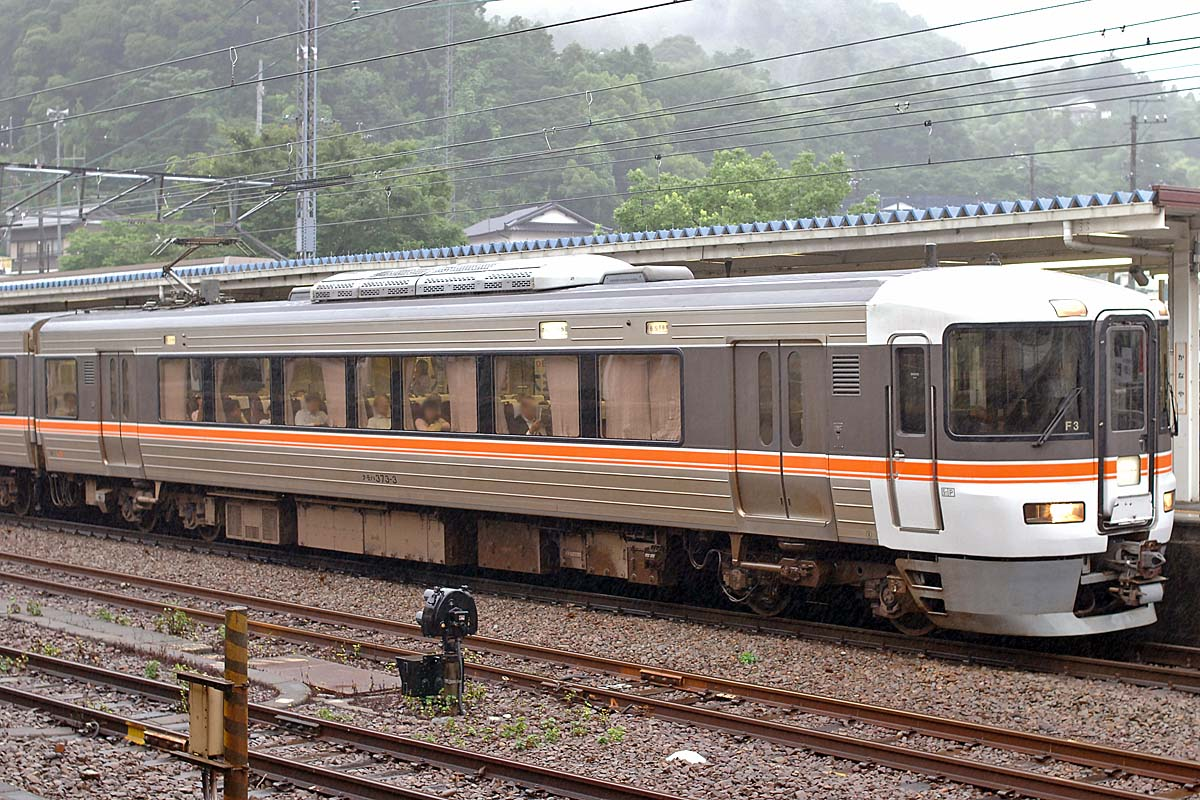
クモハ373形（Mc）
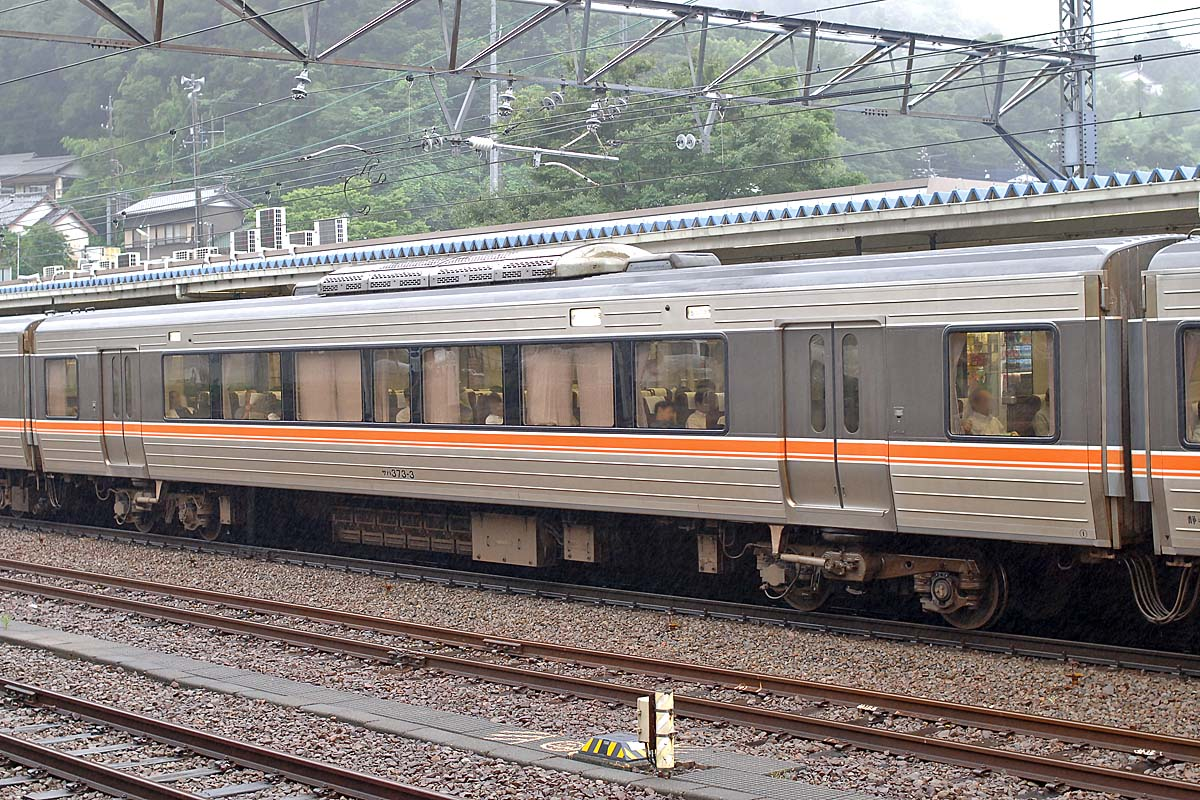
サハ373-3
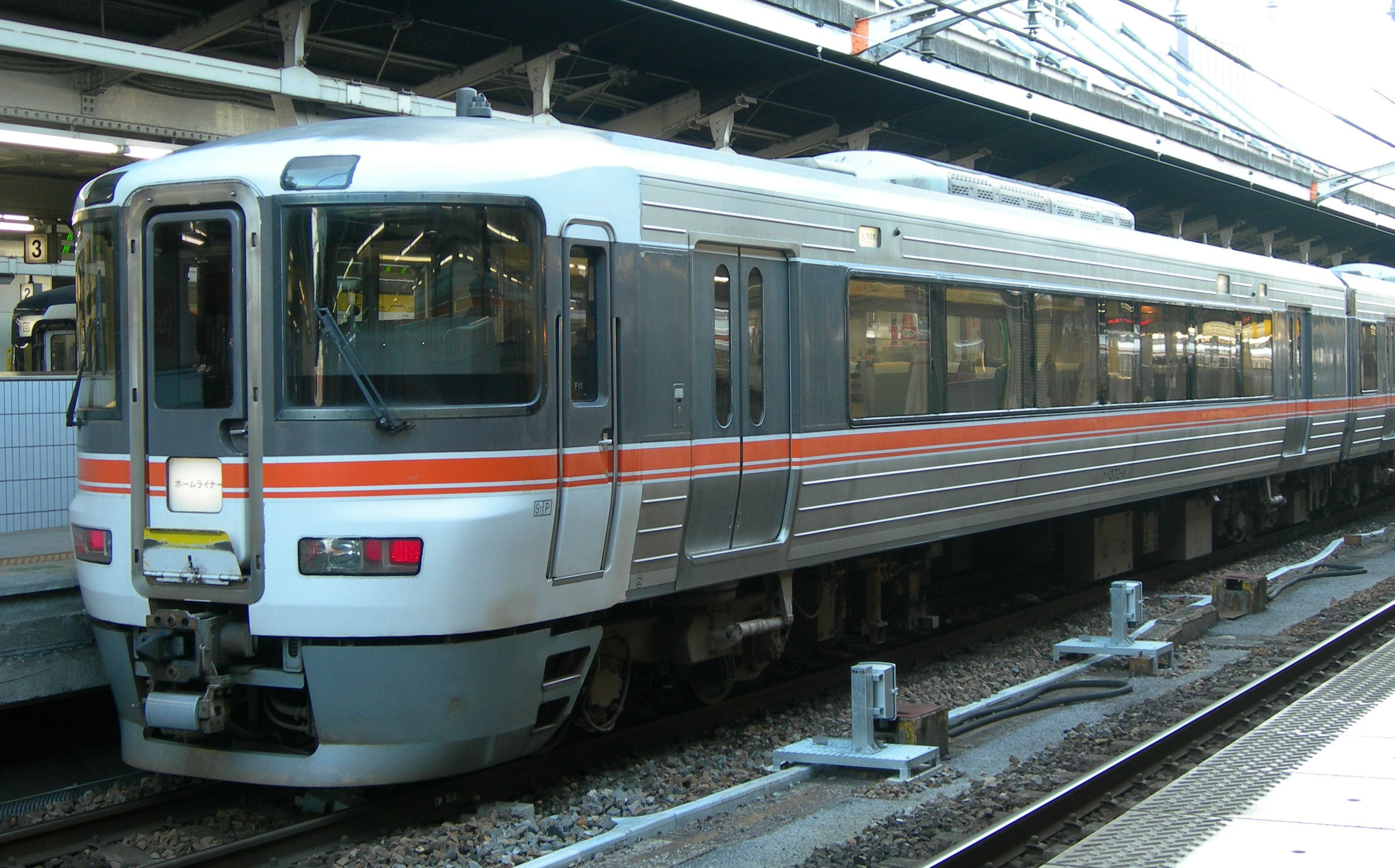
クハ372-11

編成の東京方に連結される制御電動車で、室内の連結面側車端部にセミコンパートメント席を備える。
屋根上にパンタグラフを搭載し、主変換装置・補助電源用静止形インバータ（SIV）を床下に装備する。
- サハ373形（T）

中間に連結される付随車で、室内の両車端部にセミコンパートメント席を備える。
床下には発電ブレーキ用抵抗器などを搭載する。
- クハ372形（T'c）

編成の甲府・飯田・米原方に連結される制御車で、室内の連結面側車端部にトイレと洗面所を備え、セミコンパートメント席はない。
床下にはスクロール式の電動空気圧縮機（CP）と真空式汚物処理装置を搭載する。
- クモハ373-3
- サハ373-3
- クハ372-11

| ← 熱海豊橋（東海道線）・甲府 → ← 豊橋（飯田線）飯田 → | ← 熱海豊橋（東海道線）・甲府 → ← 豊橋（飯田線）飯田 → | ← 熱海豊橋（東海道線）・甲府 → ← 豊橋（飯田線）飯田 → | ← 熱海豊橋（東海道線）・甲府 → ← 豊橋（飯田線）飯田 → |
| ----------------------------------------------------- | ----------------------------------------------------- | ----------------------------------------------------- | ----------------------------------------------------- |
| 形式                                                  | ＞ クモハ373 -0 （Mc）                                | サハ373 -0 （T）                                      | クハ372 -0 （T'c）                                    |
| 定員                                                  | 60                                                    | 68                                                    | 60                                                    |
| 搭載機器                                              | VVVF, SIV                                             | R                                                     | CP, BT                                                |

凡例
- VVVF：制御装置
- SIV：補助電源装置（静止形インバータ）
- CP：空気圧縮機（コンプレッサー）
- BT：蓄電池
- R：抵抗器
- ＞：集電装置

## 運用
2024年（令和6年）4月1日現在、3両編成×14本の計42両全車両が静岡車両区に配置されている。
1995年（平成7年）10月1日に静岡運転所（現：静岡車両区）に配置され、身延線の特急「ふじかわ」で運用を開始した。次いで1996年（平成8年）3月16日には東海道本線の特急「東海」・飯田線の特急「伊那路」と夜行快速「ムーンライトながら」での運用を開始し、静岡所属の165系を淘汰した。
なお本系列の運用に先立ち、211系5000番台との併結試運転が1995年（平成7年）9月に実施されている。
2009年（平成21年）3月14日のダイヤ改正から静岡駅 - 熱海駅間および浜松駅 - 豊橋駅間で一部の普通列車に運用されている。2012年（平成24年）3月16日までは東京駅 - 静岡駅間で1往復（9両編成）運転されていた。
特急列車の間合い運用として東海道本線の「ホームライナー」にも使用される。
過去には身延線でも普通列車として運用されていた時期があったが、こちらは313系の投入に伴い消滅している。2000年（平成12年）には中央西線の「セントラルライナー」にも313系増備車落成までの間、一時的に運用されたことがある。
「ムーンライトながら」は2009年（平成21年）3月14日のダイヤ改正によって、年間運転予定日数120日前後の臨時列車とされ、同時に使用車両はJR東日本田町車両センター所属の183・189系に変更された。以前より送り込みと返却を兼ねて運用されていた東京駅 - 静岡駅間の普通列車1往復は本系列がムーンライトながら運用から撤退後も373系のままで3年間に渡り運用が残されていたが、2012年（平成24年）3月17日ダイヤ改正でJR東日本国府津車両センター所属のE231系に置き換えられ、運転区間も東京駅 - 沼津駅間となった。
この改正前に「ムーンライトながら」の間合い運用として設定されていた大垣駅 - 米原駅間の3両編成による2往復の普通列車に関しては改正後は運用が1往復へと減少したが、2013年（平成25年）3月16日のダイヤ改正で運用を終了した。前述の「ホームライナー」運用廃止とあわせて豊橋駅 - 米原駅間の定期列車での運行を終了した。
2007年（平成19年）3月改正で特急「東海」廃止、2009年（平成21年）3月改正で「ムーンライトながら」臨時列車化に伴う車両変更、2012年（平成24年）3月改正での東京駅への乗り入れ廃止、さらに2013年（平成25年）3月改正での豊橋駅 - 米原駅間での運用廃止に伴い車両の運用に余裕が生じている。そのため、この車両が配置されている静岡地区ではJR東海が主催するウォーキングイベント「さわやかウォーキング」の開催時に同車を活用した定員制列車「さわやかウォーキングライナー」の運用にも使われており、371系定期運用終了に伴い、「ホームライナー」での運用が拡大した。
2017年（平成29年）3月4日のダイヤ改正前後に、これまで文字のみだった「ホームライナー」の前面幕がイラストに変更されたほか、前年から運転回数が増えていた快速「さわやかウォーキング」号をはじめとする臨時列車用ヘッドマークも内蔵幕で追加され、「東海」や「ムーンライトながら」などの廃止され、使用しない列車のものは削除された。

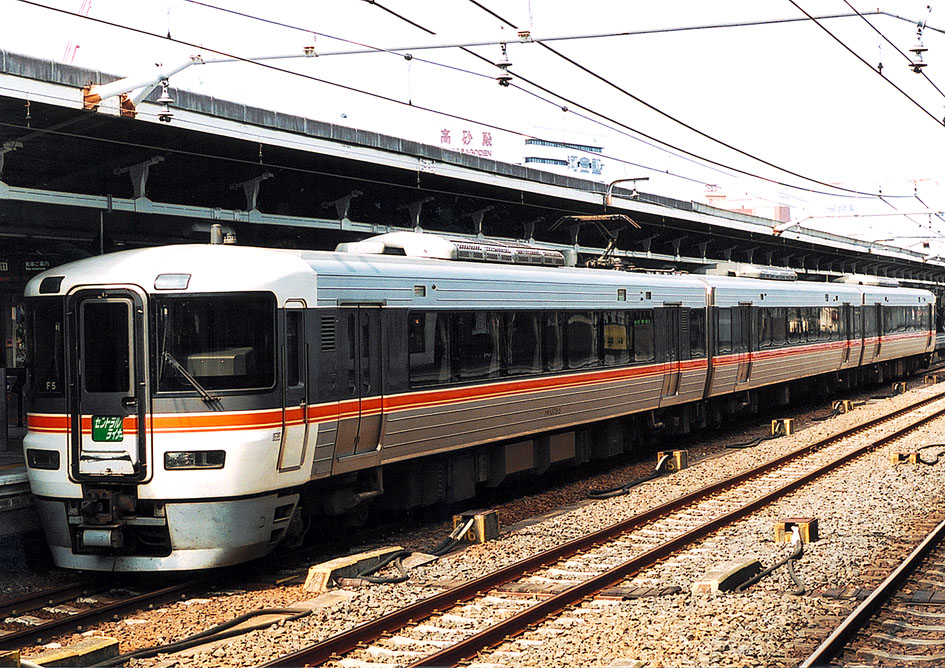
セントラルライナー （2000年頃）
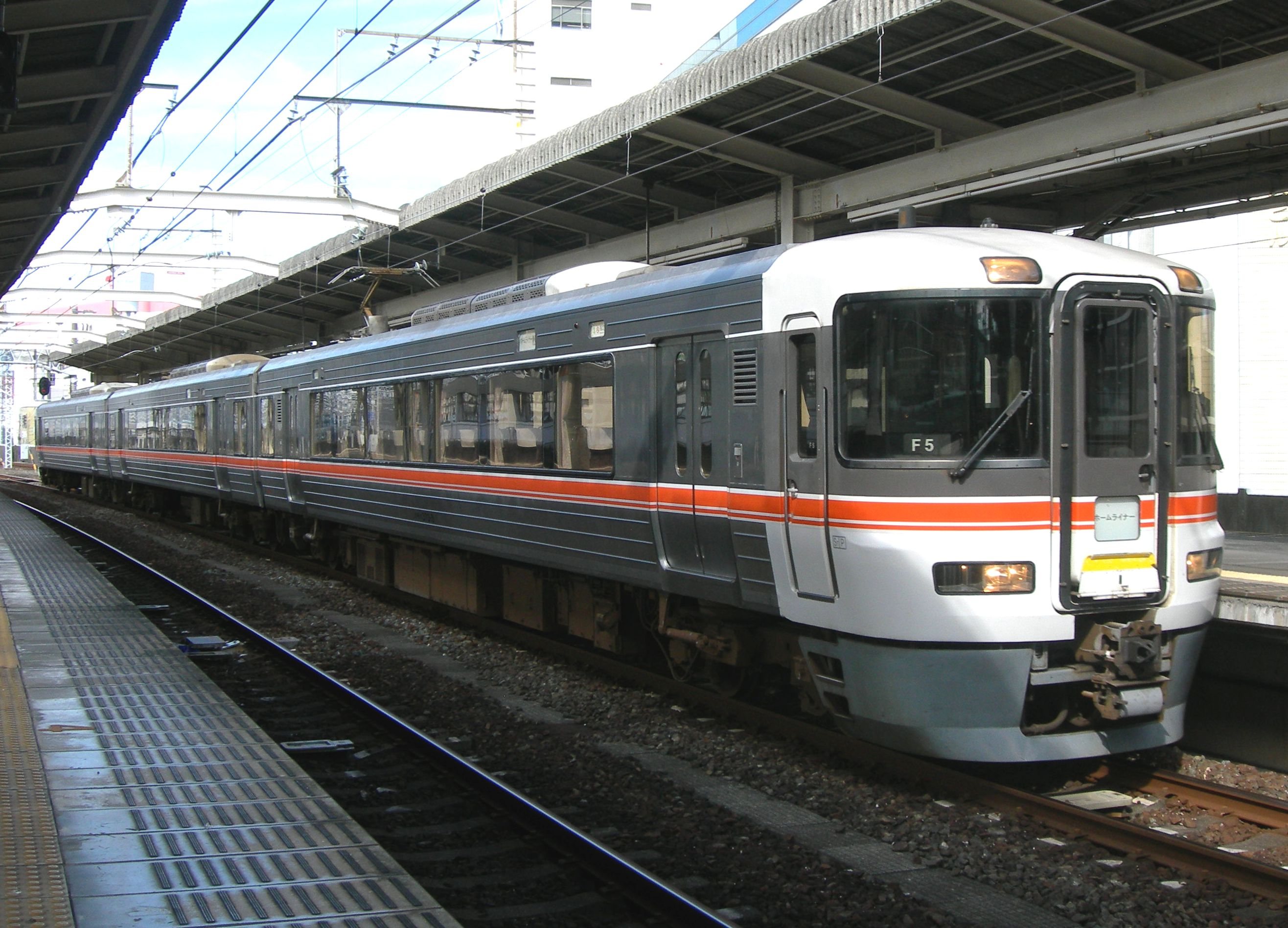
ホームライナー静岡 （2010年8月 静岡駅）
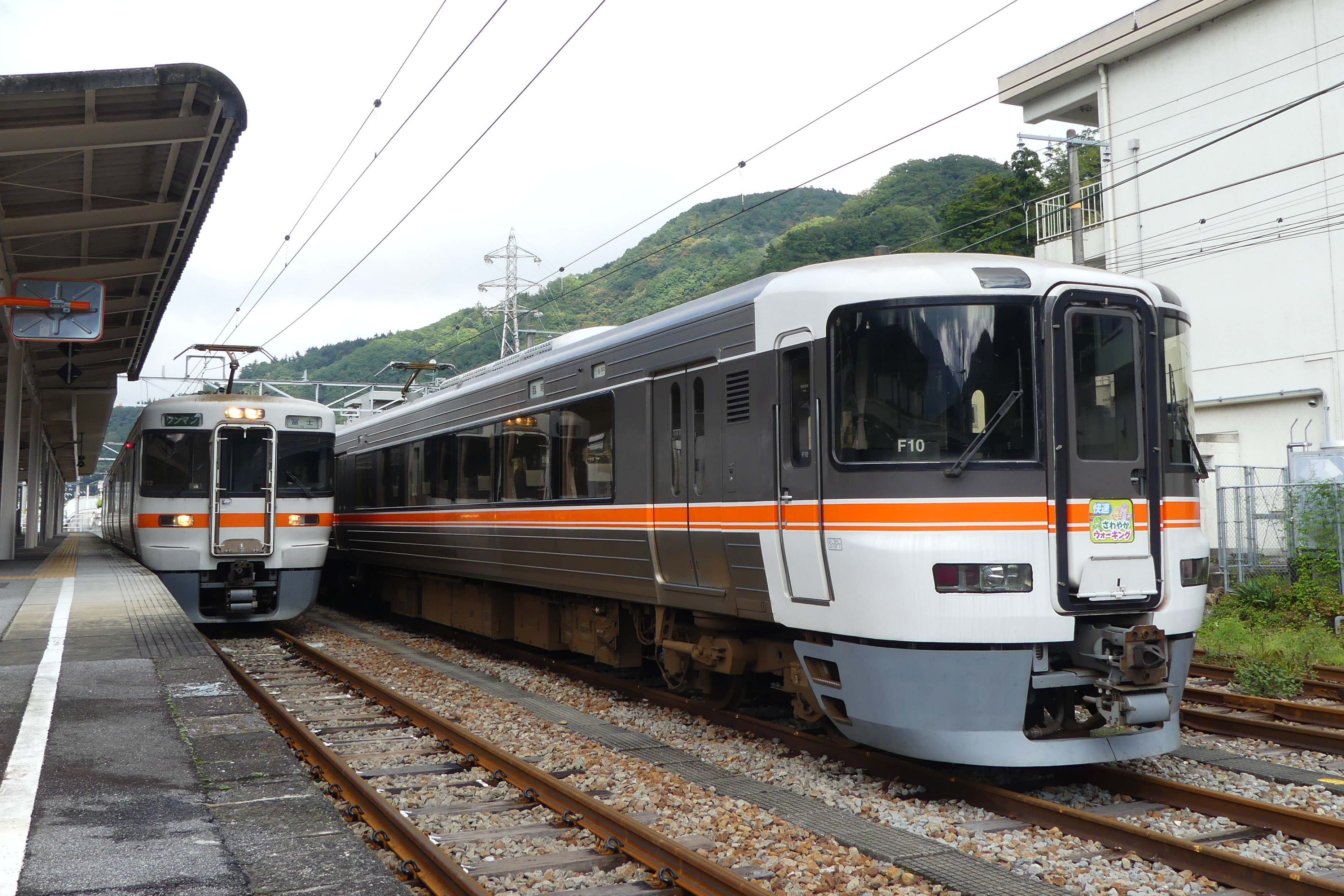
快速さわやかウォーキング号 （2016年10月 身延駅）
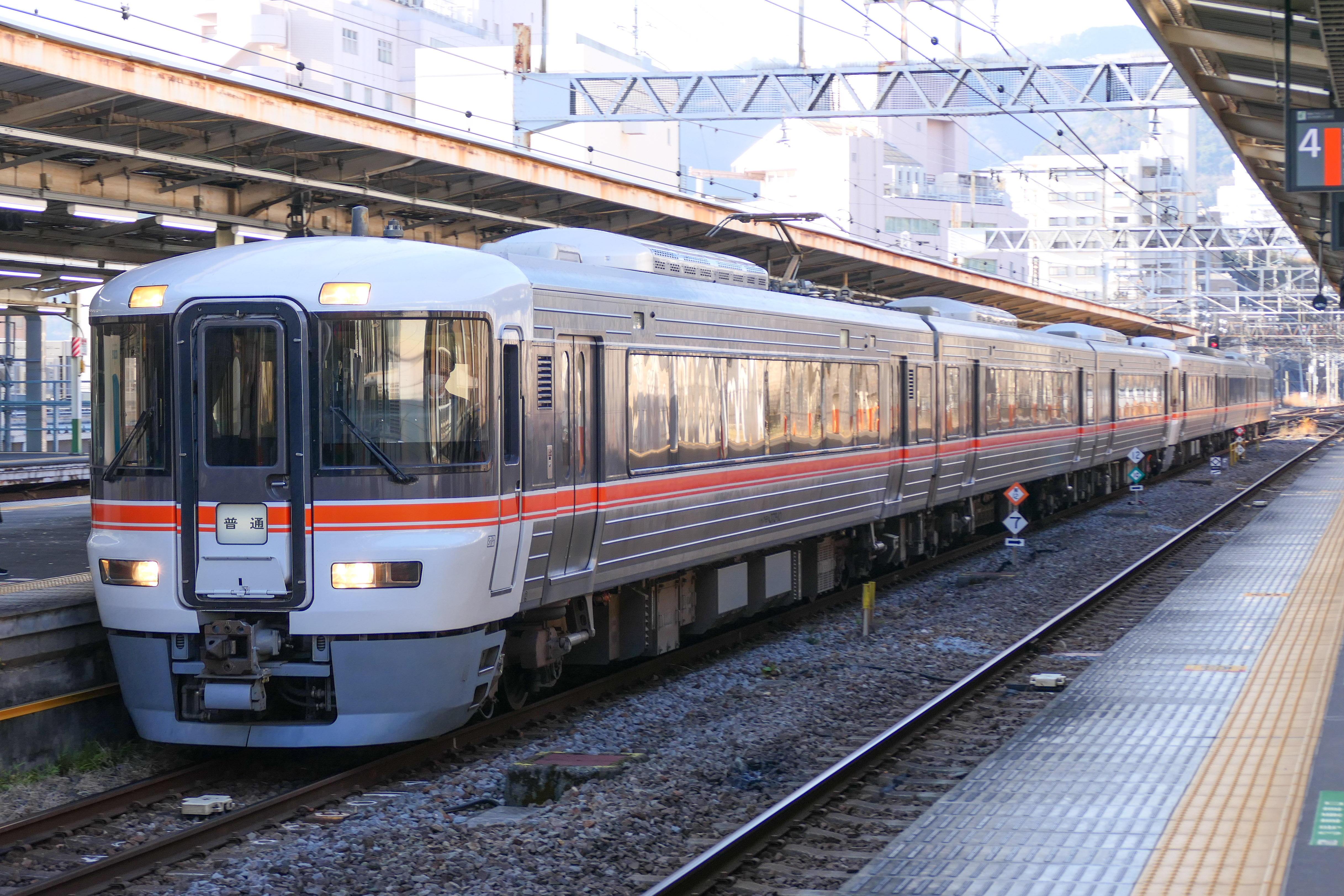
東海道線の普通運用 （2021年1月 熱海駅）

### 現在の定期列車
特急列車
- ふじかわ：静岡駅 - 甲府駅間（3両編成、1日7往復）1995年（平成7年）10月1日 -
  - 繁忙期には1往復増、多客期に静岡駅 - 新居町駅間を延長運行したことがある。
- 伊那路：豊橋駅 - 飯田駅間（3両編成、1日2往復）1996年（平成8年）3月16日 -
  - 多客期に飯田駅 - 駒ケ根駅間および東海道本線豊橋駅 - 大垣駅間を延長運行したことがある。

快速・ホームライナー
- ホームライナー沼津・静岡・浜松：浜松駅 - 静岡駅 - 沼津駅間（3両編成・6両編成）1996年（平成8年）3月16日 -

普通列車
- 浜松駅 - 豊橋駅間（6両編成、1日3往復）2014年（平成26年）3月15日 -
- 熱海駅 - 沼津駅間（6両編成、1日1往復）2012年（平成24年）3月17日 -
- 駒ケ根発天竜峡行き（3両編成、1日1本）2014年（平成26年）3月15日 - [12]
- 天竜峡発飯田駅行き（3両編成、1日1本）2014年（平成26年）3月15日 - [12]

### 過去の定期列車
特急列車
- 「東海」：東京駅 - 静岡駅間（6両編成、1日2往復）1996年（平成8年）3月16日 - 2007年（平成19年）3月17日

快速・ホームライナー
- 「ムーンライトながら」：東京駅 - 大垣駅間（9両編成[注 7]、1日1往復）1996年（平成8年）3月16日 - 2009年（平成21年）3月13日
- ホームライナー：豊橋駅 - 大垣駅・名古屋駅間（3両編成・6両編成）1996年（平成8年）3月16日 - 2013年（平成25年）3月15日[13]

普通列車
- 東京駅 - 静岡駅間（9両編成、1日1往復）1996年（平成8年）3月16日[注 8] - 2012年（平成24年）3月16日[11][14]
- 大垣駅 - 米原駅間（3両編成、1日1往復）2006年（平成18年）10月1日 - 2013年（平成25年）3月15日
- 静岡発沼津行き（3両編成、上り1日1本）2012年（平成24年）3月17日 - 2014年（平成26年）3月14日
- 熱海発静岡行き（3両編成、下り1日1本）2012年（平成24年）3月17日 - 2017年（平成29年）3月26日

### 臨時列車
御殿場線
- 特急「ごてんば」：浜松駅 - 御殿場駅間（3両編成、1日1往復[注 9]）
- 特急「日本GPごてんば」：静岡発御殿場行き（6両編成、1日1本）[15]
  - 富士スピードウェイでF1グランプリが開催された際の臨時列車。返却は臨時快速御殿場発沼津行き。
- 特急「下曽我梅観号」：浜松駅 - 下曽我駅間（3両編成、御殿場経由）
- 急行「富士山トレインごてんば」：静岡駅 - 下曽我駅間（3両編成、1日1往復）2016年（平成28年）2月27・28日[16][17][18]

身延線
飯田線
- 急行「飯田線秘境駅号」：豊橋駅 - 飯田駅間（3両編成、1日1往復）[19][20][21]
- 急行「駒ケ根トレイン」：飯田駅 - 駒ケ根駅間（3両編成、1日1往復）2012年（平成24年）2月18・19・25・26日[22][23]、2013年（平成25年）2月16・17・23・24日[24][25]
  - 2012年（平成24年）の運転時のみ、F5編成に側面ラッピングを実施[25]。
- 急行「ディスカバー飯田線号」：豊橋駅 - 飯田駅間（3両編成、1日1往復）2023年（令和5年）5月4日[26]、11月3・18日[27]

中央西線
- 急行「中山道トレイン」：名古屋駅 - 奈良井駅間（3両編成、1日1往復）2015年（平成27年）10月24・25・31日・11月1 - 3日[28][29]、2016年（平成28年）11月3 - 5日[30][31]、2017年（平成29年）11月2 - 5日[32][33]
- 急行「▲▲中山道トレイン2020号▲▲」：名古屋発奈良井行き（3両編成、1日1本）2020年（令和2年）10月31日・11月7日[19][34]

東海道本線静岡地区
東海道本線名古屋地区
- 快速：大垣発米原行き（3両編成、旧：新垂井駅経由）2008年（平成20年）春季・夏季の多客期
- 急行「東海道トレイン家康」：静岡発岡崎行き（6両編成、1日1本）2015年（平成27年）12月26日[35][36][37]
  - F1・F8編成に「家康公四百年祭」の側面ラッピングを実施（「富士山トレインみのぶ」から継続）[36]

JR東海「さわやかウォーキング」関連
- 「さわやかウォーキングはまなこライナー」
  - 2007年（平成19年）秋季より静岡駅 - 浜松駅 - 新所原駅間で実施されるウォーキング開催時に定員制列車の「さわやかウォーキングはまなこ号」として運行開始。
  - 2009年（平成21年）秋季より改称。
  - 2017年（平成29年）春では、三河安城駅（上りは安城駅）まで運転された。
- 「さわやかウォーキングごてんばライナー」
  - 2007年（平成19年）秋季より静岡駅 - 大岡駅 - 御殿場駅間で実施されるウォーキング開催時に定員制列車の「さわやかウォーキングごてんば号」として運行開始。
  - 2009年（平成21年）秋季より改称。
- 「さわやかウォーキング」
  - 2016年（平成28年）春季より、沼津駅・静岡駅・浜松駅・名古屋駅などから、当日のさわやかウォーキングのスタート駅・ゴール駅間で臨時運転される、全車指定席の臨時快速列車。

## 車歴表
2024年（令和4年）4月1日時点
凡例
- 日車：日本車輌製造
- 日立：日立製作所
- 静岡：静岡車両区

| ← 熱海豊橋（東海道線）・甲府 → ← 豊橋（飯田線）飯田 → | ← 熱海豊橋（東海道線）・甲府 → ← 豊橋（飯田線）飯田 → | ← 熱海豊橋（東海道線）・甲府 → ← 豊橋（飯田線）飯田 → | ← 熱海豊橋（東海道線）・甲府 → ← 豊橋（飯田線）飯田 → | ← 熱海豊橋（東海道線）・甲府 → ← 豊橋（飯田線）飯田 → | ← 熱海豊橋（東海道線）・甲府 → ← 豊橋（飯田線）飯田 → | ← 熱海豊橋（東海道線）・甲府 → ← 豊橋（飯田線）飯田 → | ← 熱海豊橋（東海道線）・甲府 → ← 豊橋（飯田線）飯田 → |
| ----------------------------------------------------- | ----------------------------------------------------- | ----------------------------------------------------- | ----------------------------------------------------- | ----------------------------------------------------- | ----------------------------------------------------- | ----------------------------------------------------- | ----------------------------------------------------- |
| 編成 番号                                             | クモハ 373                                            | サハ 373                                              | クハ 372                                              | 製造                                                  | 落成日                                                | 配置                                                  | 備考                                                  |
| F1                                                    | 1                                                     | 1                                                     | 1                                                     | 日車                                                  | 1995/08/08                                            | 静岡                                                  |                                                       |
| F2                                                    | 2                                                     | 2                                                     | 2                                                     | 日車                                                  | 1995/08/08                                            | 静岡                                                  |                                                       |
| F3                                                    | 3                                                     | 3                                                     | 3                                                     | 日車                                                  | 1995/08/08                                            | 静岡                                                  |                                                       |
| F4                                                    | 4                                                     | 4                                                     | 4                                                     | 日車                                                  | 1995/09/04                                            | 静岡                                                  |                                                       |
| F5                                                    | 5                                                     | 5                                                     | 5                                                     | 日車                                                  | 1995/09/04                                            | 静岡                                                  |                                                       |
| F6                                                    | 6                                                     | 6                                                     | 6                                                     | 日車                                                  | 1995/11/17                                            | 静岡                                                  |                                                       |
| F7                                                    | 7                                                     | 7                                                     | 7                                                     | 日車                                                  | 1995/11/17                                            | 静岡                                                  |                                                       |
| F8                                                    | 8                                                     | 8                                                     | 8                                                     | 日車                                                  | 1995/11/17                                            | 静岡                                                  |                                                       |
| F9                                                    | 9                                                     | 9                                                     | 9                                                     | 日車                                                  | 1995/11/17                                            | 静岡                                                  |                                                       |
| F10                                                   | 10                                                    | 10                                                    | 10                                                    | 日車                                                  | 1996/01/19                                            | 静岡                                                  |                                                       |
| F11                                                   | 11                                                    | 11                                                    | 11                                                    | 日車                                                  | 1996/01/19                                            | 静岡                                                  |                                                       |
| F12                                                   | 12                                                    | 12                                                    | 12                                                    | 日車                                                  | 1996/01/19                                            | 静岡                                                  |                                                       |
| F13                                                   | 13                                                    | 13                                                    | 13                                                    | 日立                                                  | 1996/01/22                                            | 静岡                                                  |                                                       |
| F14                                                   | 14                                                    | 14                                                    | 14                                                    | 日立                                                  | 1996/01/22                                            | 静岡                                                  |                                                       |